# Dragoljub Aleksić
Dragoljub Aleksić (ur. 9 sierpnia 1910 w Vinie, zm. 4 listopada 1985 w Belgradzie) – jugosłowiański akrobata, aktor, scenarzysta, reżyser, producent filmowy.

## Życiorys
Urodził się w wiosce Vina, w młodości wyruszył do Belgradu, gdzie założył trupę akrobatyczną, która w krótkim czasie zyskała ogromną popularność w Jugosławii i w Europie. Był autorem scenariusza, reżyserem, producentem oraz aktorem w pierwszym jugosłowiańskim filmie dźwiękowym „Bezbronna niewinność” (oryg. Nevinost bez zaštite) z 1941. Film zrealizowany z prywatnych funduszy Aleksicia i jego znajomych, w którym zagrało zaledwie 6 aktorów i 3 aktorki, cieszył się ogromną popularnością, gromadząc liczniejszą widownię od wyświetlanych w tym czasie propagandowych filmów niemieckich, co doprowadziło do zdjęcia go z afiszów już po roku od pierwszej projekcji. Po wojnie jego udział w filmie spowodował oskarżenie przez nowe, komunistyczne władze, o kolaborację z Niemcami. Sąd już w 1945 oczyścił go z zarzutów.
Wykazywał się wielką odwagą, zręcznością i siłą fizyczną, do jego popisów należało zrywanie i przegryzanie stalowych łańcuchów, wyginanie żelaznych prętów, jazda monocyklem na linie, latanie pod samolotem na linie trzymanej w zębach i inne akrobacje na wysokości bez zabezpieczenia. W czasie swojej kariery akrobatycznej przekazywał znaczne sumy na cele charytatywne. Zmarł w skrajnej biedzie w domu opieki w Belgradzie.